# Julissa
Julia Isabel de Llano Macedo  (Mexikóváros, Mexikó, 1944. április 8. –) mexikói színésznő, énekesnő és producer.

## Élete és pályafutása
Julia Isabel de Llano Macedo néven született 1944. április 8-án. Hozzáment Benny Ibarrához, akitől két gyermeke született.

## Filmográfia

### Telenovellák
- Lo imperdonable (2015)
- Amit a szív diktál (Porque el amor manda) (2012-2013) .... Susana Arriaga
- Esperanza del corazón (2011-2012) .... Greta Lascuráin Rivadeneyra
- Atrévete a soñar (2009-2010)  .... Cristina Jiménez vda. de Peralta
- Fuego en la sangre (2008) .... Raquel Uribe
- Lety, a csúnya lány (La fea más bella) (2006-2007)  .... Teresa Sáenz de Mendiola
- Nuestras mejores canciones (2006) .... Marcela Andere de Méndez
- Velo de novia (2003)  .... Lía del Moral de Villaseñor
- Agujetas de color de rosa (1994)  .... Lola
- Tal como somos (1987) .... Eva
- Colorina (1980) .... Rita
- Verónica (1979) .... Verónica
- Cartas para una víctima (1978)
- Los bandidos del río frío (1976) .... Cecilia
- El manantial del milagro (1974) .... Matilde
- Hermanos Coraje (1972)  .... Clara Barros/Diana Lemos/Marcia
- Rosas para Verónica (1971) .... Verónica
- Velo de novia (1971) .... Andrea
- Yo sé que nunca (1970)
- Más allá de la muerte (1969)  .... Estela Ballesteros
- Frontera (1967)
- Corazón salvaje (1966)  .... Mónica Molnar
- La mentira (1965) .... Verónica
- Estrellas (1964)
- Casa de vecindad (1964)
- La intrusa (1964)
- Premier Orfeon (1964)
- Doña Macabra (1963)
- Las momias de Guanajuato (1962)

## Producerként
- La sombra del otro (1996)
- Dulce desafío (1988)
- Tal como somos (1987) (társproducer Juan Osorio Ortiz)
- La indomable (1987)